# Aelia acuminata
Aelia acuminata (житна оштроглава стеница) је врста стенице која припада фамилији Pentatomidae.

## Распрострањење
Врста има палеарктичко распрострањење. Насељава већи део Европе, северну Африку и северну Азију (без Кине). У Србији је честа врста, среће се од низија до високих планина (преко 1500m надморске висине).

## Опис
Тело је овално, благо издужено жућкасте до светло браон боје са тамнијим тачкастим пругама (од главе до врха скутелума). Фемури задњих ногу имају по две црне карактеристичне тачке. Дужина тела је од 7,5mm до 10mm.

## Биологија
A. acuminata има једну генерацију годишње и презимљава у стадијуму одрасле јединке. Одрасле једнике полажу јаја од почетка маја до средине јула, следи развиће нимфи а потом се нове одрасле јединке срећу од августа. A. acuminata је фитофагна врста (храни се на биљкама) и то на врстама из породице трава (Poaceae). Одрасле једнике не одлазе далеко од места размножавања, остају на пољима до следећег пролећа. Најбројније су на стрним житима у близини ливада. У Србији се сматра штеточином жита, а масовно се јавља на класастим травама.

## Галерија
- одрасла јединка
- одрасле јединке
- Нимфа, прва фаза
- Нимфа, последња фаза
- одрасла јединка

## Синоними
- Aelia annulipes Bergevin, 1934